# Народный политический консультативный совет Китая
Народный политический консультативный совет Китая (кит. упр. 中国人民政治协商会议, пиньинь Zhōngguó Rénmín Zhèngzhì Xiéshāng Huìyì, палл. Чжунго Жэньминь Чжэнчжи Сешан Хуэйи), НПКСК (кит. упр. 政协, пиньинь Zhèngxié, палл. Чжэнсе) — организация Патриотического единого фронта китайского народа, совещательный орган при руководстве КНР, в который входят как представители КПК, так и лица, не имеющие коммунистического партийного членства: представители восьми «партий-сателлитов» КПК, общественных организаций, деловых кругов Гонконга, Макао, Тайваня и китайских диаспор за рубежом, видные общественные деятели.
После создания НПКСК в 1949 году был сразу определен его характер в качестве организации патриотического единого фронта китайского народа и его функции политических консультаций и демократического контроля.
Как отмечал в 2002 году председатель ВК НПКСК Ли Жуйхуань, НПКСК является важной составной частью политической системы Китая и значительным каналом демонстрации духа демократии в политической сфере.
Сессии проходят примерно раз в год, одновременно с сессиями ВСНП.
Всекитайский комитет Народного политического консультативного совета Китая — постоянно действующий орган Народного политического консультативного совета Китая.

## История
Первая сессия НПКСК состоялась в сентябре 1949 года в Пекине. На ней присутствовали 662 делегата — представителей Коммунистической партии Китая, профсоюзов, Народно-освободительная армии, национальных меньшинств и религиозных организаций. Тогда же ими была провозглашена Китайская народная республика, приняты флаг и гимн и назначены члены правительства.
В июне 1950 года члены совета приняли закон о земельной реформе и государственный герб.
В декабре 1954 года НПКСК совместно с Всекитайским собранием народных представителей принял новую конституцию.
Во время Культурной революции НПКСК был практически распущен и возобновил свою деятельность только в феврале 1978 года.

## Председатели Всекитайского комитета
- Мао Цзэдун (30 сентября 1949 — 25 декабря 1954), он же его Почётный председатель (25 декабря 1954 — 9 сентября 1976)
- Чжоу Эньлай (25 декабря 1954 — 8 января 1976)
- Дэн Сяопин (8 марта 1978 — 22 июня 1983)
- Дэн Инчао (22 июня 1983 — 10 апреля 1988)
- Ли Сяньнянь (10 апреля 1988 — 21 июня 1992)
- Ли Жуйхуань (27 марта 1993 — 14 марта 2003)
- Цзя Цинлинь (14 марта 2003 — 11 марта 2013)
- Юй Чжэншэн (11 марта 2013 — 15 марта 2018)
- Ван Ян (15 марта 2018 — 10 марта 2023)
- Ван Хунин (с 10 марта 2023)

## Сессии Всекитайского комитета
Всекитайский комитет Народного политического консультативного совета Китая 1-го созыва
- Пленарная сессия (21-30 сентября 1949 г.), первая сессия (9 октября 1949 г.), вторая сессия (14-23 июня 1950 г.), третья сессия (23 октября — 1 ноября 1951 г.), четвёртая сессия (4-7 февраля 1953 г.)

Всекитайский комитет Народного политического консультативного совета Китая 2-го созыва
- Первая сессия (21-25 декабря 1954 г.), вторая сессия (30 января — 7 февраля 1956 г.), третья сессия (5-20 марта 1957 г.)

Всекитайский комитет Народного политического консультативного совета Китая 3-го созыва
- Первая сессия (17-29 апреля 1959 г.), вторая сессия (29 марта — 11 апреля 1960 г.), третья сессия (23 марта — 18 апреля 1962 г.), четвёртая сессия (7 ноября — 4 декабря 1963 г.)

Всекитайский комитет Народного политического консультативного совета Китая 4-го созыва
- Первая сессия (20 декабря 1964 г. — 5 января 1965 г.)

Всекитайский комитет Народного политического консультативного совета Китая 5-го созыва
- Первая сессия (24 февраля — 8 марта 1978 г.), вторая сессия (15 июня — 2 июля 1979 г.), третья сессия (28 августа — 12 сентября 1980 г.), четвёртая сессия (28 ноября — 14 декабря 1981 г.), пятая сессия (24 ноября — 1 декабря 1982 г.)

Всекитайский комитет Народного политического консультативного совета Китая 6-го созыва
- Первая сессия (4-22 июня 1983 г.), вторая сессия (12-26 мая 1984 г.), третья сессия (5 марта — 8 апреля 1985 г.), четвёртая сессия (23 марта — 11 апреля 1986 г.)

## Состав
Состав НПКСК по состоянию на 2023 год;
Представители политических партий (536)
- Коммунистическая партия Китая (97)
- Революционный комитет Гоминьдана (65)
- Демократическая лига Китая (65)
- Ассоциация демократического национального строительства Китая[англ.] (64)
- Ассоциация содействия развитию демократии Китая[англ.] (45)
- Рабоче-крестьянская демократическая партия Китая (45)
- Китайская партия стремления к справедливости (29)
- Общество 3 сентября (44)
- Лига демократической автономии Тайваня (20)
- Независимые (62)

Представители народных организаций (307)
- Коммунистический союз молодёжи Китая (9)
- Всекитайская федерация профсоюзов (60)
- Всекитайская федерация женщин (64)
- Всекитайская федерация молодёжи[англ.] (28)
- Всекитайская федерация промышленности и коммерции (61)
- Китайская ассоциация по науке и технике (43)
- Всекитайская федерация тайваньских соотечественников (15)
- Всекитайская федерация вернувшихся из-за границы (27)

Представители профсоюзов (1357)
- Ассоциация искусства и литературы (142)
- Ассоциация науки и технологий (110)
- Ассоциация социальных наук (71)
- Ассоциация экономики (149)
- Ассоциация сельского хозяйства (67)
- Ассоциация образования (113)
- Ассоциация спорта (21)
- Ассоциация печати и публикаций (44)
- Ассоциация медицины и здравоохранения (88)
- Ассоциация международной дружбы (42)
- Ассоциация социального обеспечения (37)
- Ассоциация национальных меньшинств (101)
- Ассоциация религий (65)

Представители Гонконга (124)
- Демократический альянс за улучшение и прогресс Гонконга (25)
- Альянс бизнеса и профессионалов Гонконга (4)
- Либеральная партия Гонконга (4)
- Федерация профсоюзов Гонконга (2)
- Ассоциация обществ «Новые территории» (2)
- Форум нового века (1)

Представители Макао (29)
- Союз профессиональных интересов Макао (2)
- Объединённая ассоциация граждан Макао (1)
- Союз деловых интересов Макао (1)
- Союз продвижения прогресса (1)
- Союз развития (1)

Представители силовых структур (154)
- Представители Армии и Милиции (154)

## Языки делопроизводства
Делопроизводство ведётся на китайском языке. На заседаниях Совета обеспечивается перевод письменных документов и выступлений на следующие языки национальных меньшинств: монгольский, тибетский, уйгурский, казахский, корейский и чжуанский.